# Doosan Arena
El Doosan Arena, conocido anteriormente como Stadion města Plzně (Estadio de la ciudad de Pilsen) es un estadio multiusos en Pilsen, República Checa. Está localizado en el Parque Štrunc cerca de la confluencia de los ríos Mže y Radbuza. El estadio es usado en la actualidad mayoritariamente para juegos de fútbol y es la sede del FC Viktoria Plzeň. Tiene una capacidad de aproximadamente 11.700 personas. Es también conocido como Stadion ve Štruncových sadech (Estadio en el Parque Štrunc), nombrado así en honor al famoso futbolista local Stanislav Štrunc.
El estadio fue abierto en 1955 para la Espartaquiada regional. Después de varios aumentos en la construcción, su capacidad era de 35.000 personas, 7.600 de ellas sentadas. En 2002-2003 se sometió a una reconstrucción para cumplir con las necesidades de la Federación de Fútbol de la República Checa y su capacidad disminuyó significativamente a 7.425 personas.
En abril de 2011, con un trabajo de aproximadamente un costo de 360 millones de coronas checas se puso en marcha la modernización del estadio de acuerdo con los criterios de la UEFA. Mientras que estuvo en progreso la reconstrucción, la capacidad del estadio fue reducida a 3500 espectadores. A finales de agosto de 2011, parte de la reconstrucción de 2011 finalizó, dejando al estadio con una nueva capacidad de alrededor de 8500 personas. En diciembre de 2011, la reconstrucción fue finalizada con una capacidad resultante de casi 11.700 espectadores.

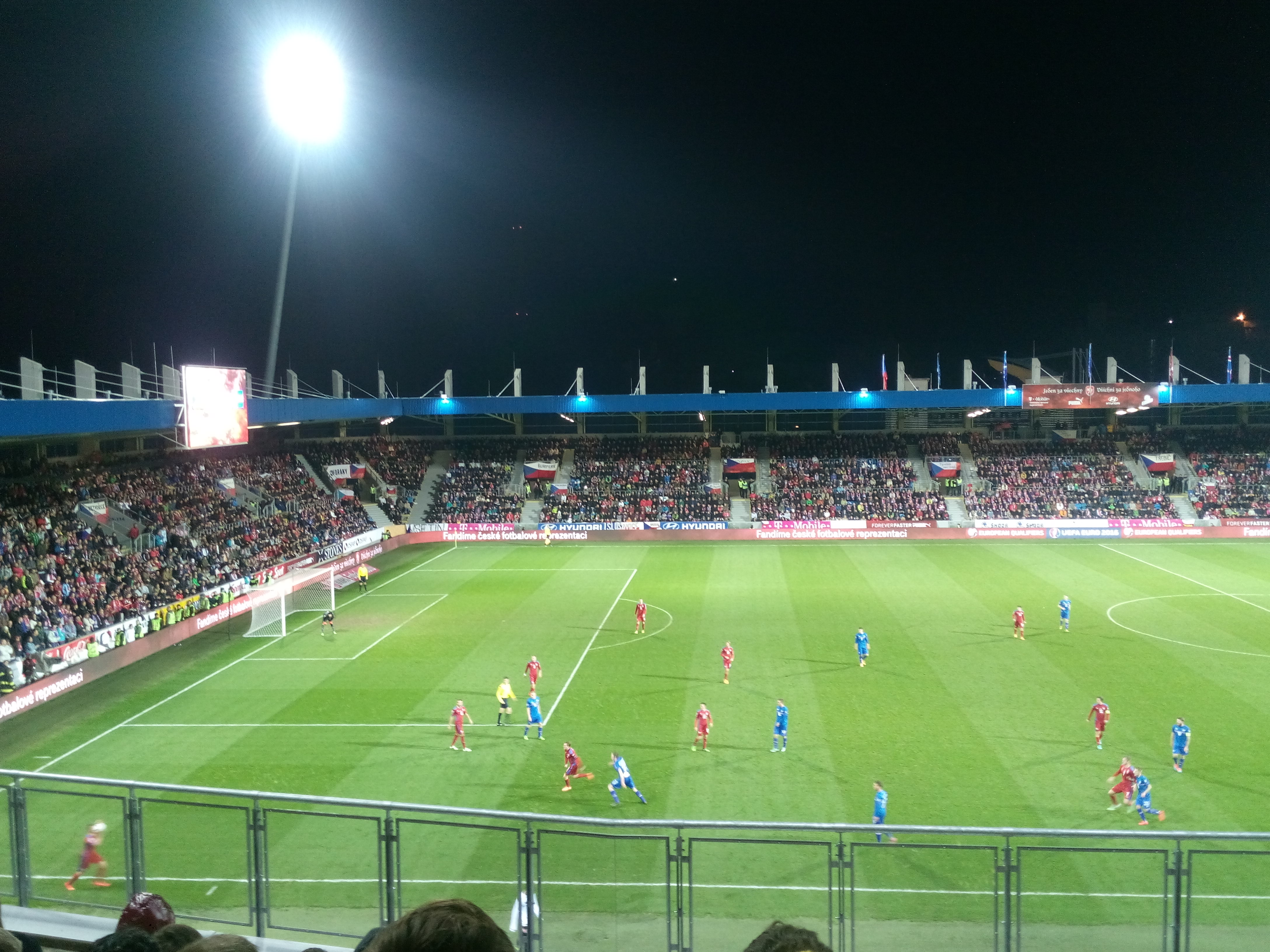
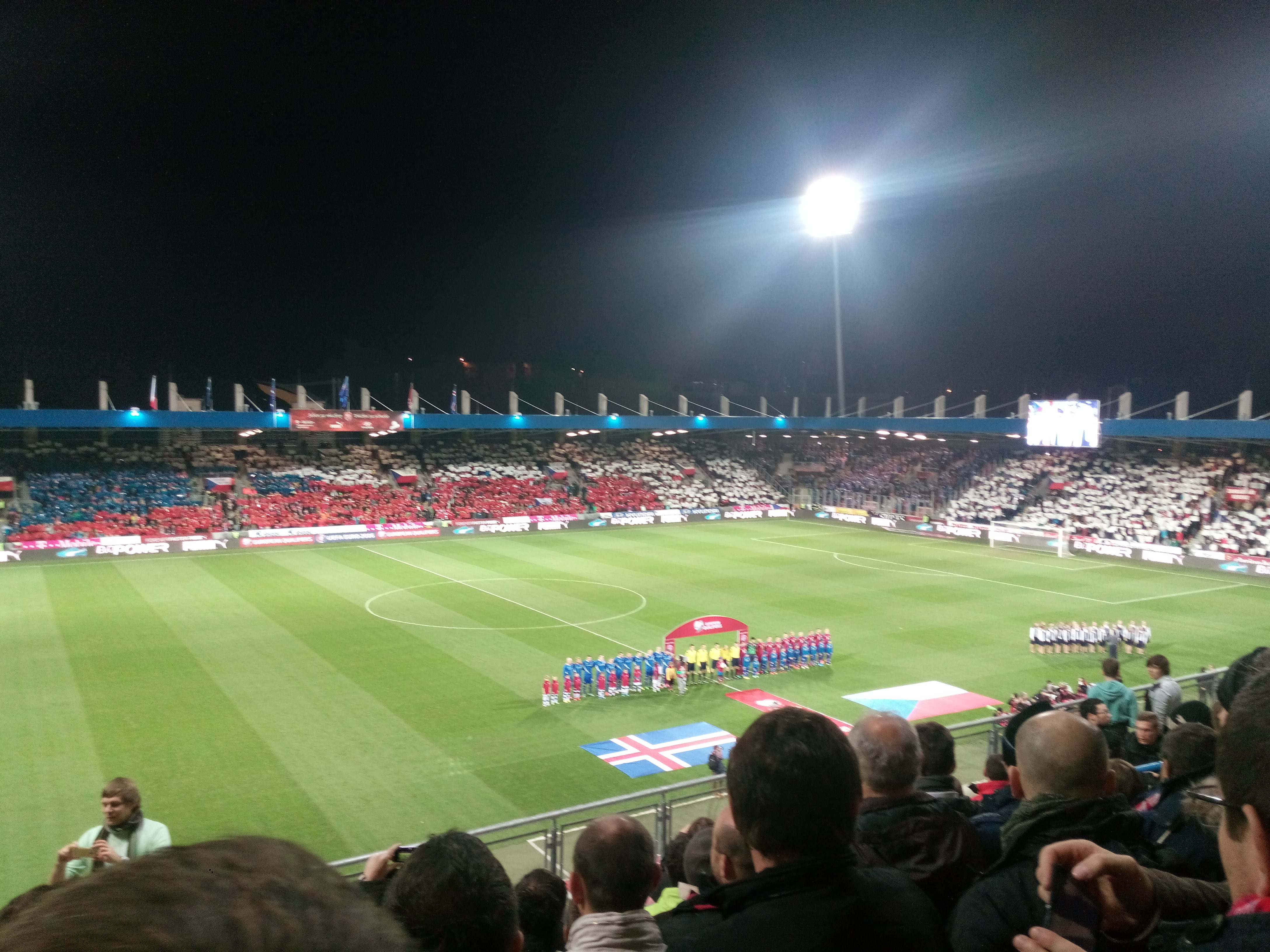